# America's Next Top Model (ventunesima edizione)
La ventunesima edizione di America's Next Top Model è andata in onda dal 18 agosto al 5 dicembre 2014 sul canale The CW nuovamente con il sottotitolo di Guys & Girls, perché per la seconda volta nella storia del programma statunitense, oltre ad aspiranti modelle, è stata data la possibilità di competere anche ai ragazzi, per un totale di 14 concorrenti.
Al pannello di giuria, ad affiancare la conduttrice e produttrice del programma Tyra Banks, viene confermata l'esperta di moda Kelly Cutrone, mentre rientra dopo un'assenza di cinque anni J. Alexander. Johnny Wujek viene sostituito come direttore creativo e della fotografia dal taiwanese Yu Tsai, resta invece invariata la possibilità del pubblico di poter votare ed influire sul giudizio finale di ogni puntata. Viene, inoltre, lasciata la possibilità di votare i concorrenti già eliminati al fine di un ripescaggio prima di partire per la meta internazionale (che per quest'anno è stata Seul, Corea del Sud). Così come per Leila (19ª edizione) ed Alexandra e Jeremy (20ª edizione), ad essere ripescata in questa stagione è stata Chantelle.
Tra i concorrenti vi erano un ragazzo omosessuale, Will, un ragazzo bisessuale dedito alla magia nera, Romeo, e una ragazza affetta da una grave forma di vitiligine, Chantelle. Per la seconda volta nella storia del programma, si è assistito ad una squalifica ai danni di Romeo, dopo che il suddetto ha colpito fisicamente Adam. Invece, a ormai messa in onda terminata, il 24 febbraio 2015, perde la vita in un triplice omicidio a Charlotte la concorrente Mirjana.

## Premi
Il vincitore di questa edizione è stato un ragazzo, il ventiseienne Keith Carlos da Bridgeport, Connecticut, il quale ha portato a casa:
- Un contratto con la NEXT Model Management
- Un servizio fotografico per la rivista Nylon
- Una campagna pubblicitaria per Guess
- Un premio in denaro pari a 100.000 dollari

## Concorrenti
| Concorrente | Concorrente            | Età1 | Altezza | Provenienza                  | Posizione                                                                                       |
| ----------- | ---------------------- | ---- | ------- | ---------------------------- | ----------------------------------------------------------------------------------------------- |
|             | Ivy Timlin             | 20   | 173 cm  | Buffalo, New York            | Eliminata nell'episodio 3                                                                       |
|             | Romeo Tostado          | 23   | 184 cm  | Salinas, California          | Squalificato nell'episodio 5                                                                    |
|             | Benjamin "Ben" Schreen | 24   | 191 cm  | Waverly, Iowa                | Eliminato nell'episodio 6                                                                       |
|             | Kari Calhoun           | 23   | 174 cm  | Coppell, Texas               | Eliminata nell'episodio 7                                                                       |
|             | Matthew Smith          | 24   | 193 cm  | Highlands Ranch, Colorado    | Eliminato nell'episodio 8                                                                       |
|             | Denzel Wells           | 23   | 178 cm  | Houston, Texas               | Eliminato nell'episodio 9                                                                       |
|             | Mirjana Puhar          | 18   | 174 cm  | Charlotte, Carolina del Nord | Eliminata nell'episodio 10                                                                      |
|             | Raelia Lewis           | 22   | 184 cm  | Philadelphia, Pennsylvania   | Eliminata nell'episodio 12                                                                      |
|             | Chantelle Young        | 19   | 173 cm  | Toronto, Canada              | Eliminata nell'episodio 4 Ripescata nell'episodio 10 Eliminata definitivamente nell'episodio 13 |
|             | Andrea "Shei" Phan     | 22   | 176 cm  | Oklahoma City, Oklahoma      | Eliminata nell'episodio 14                                                                      |
|             | Lenox Tillman          | 19   | 177 cm  | Newnan, Georgia              | Eliminata nell'episodio 15                                                                      |
|             | Adam Smith             | 26   | 178 cm  | Memphis, Tennessee           | Terzo classificato                                                                              |
|             | William "Will" Jardell | 23   | 195 cm  | Nederland, Texas             | Secondo classificato                                                                            |
|             | Keith Carlos           | 26   | 185 cm  | Bridgeport, Connecticut      | Vincitore                                                                                       |

 1 L'età delle concorrenti si riferisce all'anno della messa in onda del programma

## Makeover
- Adam: Capelli rasati
- Ben: Capelli rasati
- Chantelle: Eliminazione trecce, capelli castani con shatush biondo
- Denzel: Barba aggiunta
- Kari: Capelli e sopracciglia biondi
- Keith: Nessun cambiamento
- Lenox: Capelli tinti color cioccolato
- Matthew: Capelli rasati ai lati
- Mirjana: Taglio a bob
- Raelia: Chioma riccia e voluminosa
- Romeo: Capelli tinti biondo platino
- Shei: Capelli tinti metà di nero e metà di bianco
- Will: Capelli rasati ai lati

## Ordine di eliminazione
| Ordine | Episodi   | Episodi   | Episodi | Episodi | Episodi | Episodi | Episodi | Episodi | Episodi   | Episodi   | Episodi | Episodi | Episodi | Episodi |
| Ordine | 2         | 3         | 4       | 5       | 6       | 7       | 8       | 9       | 10        | 12        | 13      | 14      | 15      | 16      |
| ------ | --------- | --------- | ------- | ------- | ------- | ------- | ------- | ------- | --------- | --------- | ------- | ------- | ------- | ------- |
| 1      | Chantelle | Lenox     | Ben     | Raelia  | Lenox   | Lenox   | Lenox   | Will    | Shei      | Keith     | Keith   | Matthew | Will    | Lenox   |
| 2      | Will      | Mirjana   | Lenox   | Will    | Mirjana | Adam    | Will    | Mirjana | Lenox     | Will      | Lenox   | Lenox   | Lenox   | Will    |
| 3      | Keith     | Keith     | Matthew | Mirjana | Shei    | Denzel  | Kari    | Shei    | Adam      | Lenox     | Will    | Will    | Shei    | Shei    |
| 4      | Mirjana   | Adam      | Keith   | Keith   | Adam    | Will    | Keith   | Matthew | Chantelle | Shei      | Shei    | Shei    | Matthew |         |
| 5      | Kari      | Matthew   | Will    | Matthew | Will    | Matthew | Shei    | Keith   | Matthew   | Adam      | Matthew | Keith   |         |         |
| 6      | Matthew   | Denzel    | Raelia  | Shei    | Raelia  | Mirjana | Matthew | Lenox   | Keith     | Matthew   | Adam    |         |         |         |
| 7      | Lenox     | Kari      | Denzel  | Denzel  | Kari    | Kari    | Adam    | Adam    | Will      | Chantelle |         |         |         |         |
| 8      | Ben       | Romeo     | Mirjana | Kari    | Denzel  | Shei    | Mirjana | Kari    | Mirjana   |           |         |         |         |         |
| 9      | Romeo     | Ben       | Ivy     | Adam    | Matthew | Keith   | Denzel  |         |           |           |         |         |         |         |
| 10     | Ivy       | Shei      | Shei    | Ben     | Keith   | Raelia  |         |         |           |           |         |         |         |         |
| 11     | Raelia    | Raelia    | Adam    | Lenox   | Ben     |         |         |         |           |           |         |         |         |         |
| 12     | Shei      | Will      | Kari    | Ivy     |         |         |         |         |           |           |         |         |         |         |
| 13     | Adam      | Ivy       | Romeo   |         |         |         |         |         |           |           |         |         |         |         |
| 14     | Denzel    | Chantelle |         |         |         |         |         |         |           |           |         |         |         |         |

- Il primo episodio vede la presentazione di 31 semifinalisti ridotti a 22 dopo una sfilata.
- Nel secondo episodio vengono scelti i 14 concorrenti finali; l'ordine di chiamata è casuale.
- Nel quinto episodio, Romeo viene rimosso dalla competizione dopo aver attaccato fisicamente Adam; al pannello di giudizio, Lenox viene eliminata, ma dato il posto vuoto di Romeo, le viene permesso di restare
- Nell'episodio 9, dopo l'eliminazione di Denzel, Tyra annuncia che uno dei ragazzi eliminati farà il suo rientro in gara; Ben è il più votato dei ragazzi, Chantelle è la più votata delle ragazze e la puntata si chiude con uno dei due in attesa di rientrare in gara.
- L'episodio 10 si apre con l'annuncio del rientro di Chantelle in gara.
- L'episodio 11 è il resoconto dei precedenti.
- L'episodio 15 si conclude con Keith e Lenox a rischio di eliminazione.
- L'episodio 16 si apre con l'annuncio dell'eliminazione di Lenox; a fine episodio, dopo la sfilata finale, Adam viene nominato come terzo classificato e in seguito Keith viene proclamato vincitore.

     Il concorrente è stato eliminato
     Il concorrente viene squalificato
     Il concorrente è stato eliminato, ma gli viene data una seconda chance
     Il concorrente rientra in gara
     Il concorrente ha vinto la competizione

## Servizi
- Episodio 1: Sfilata in abiti fluo e selfie promozionali (Top 31).
- Episodio 2: In metropolitana secondo le quattro stagioni; casting in costumi di pelle sulla spiaggia (Top 22).
- Episodio 3: Video per la sigla d'apertura; bagnati in bianco e nero.
- Episodio 4: Scatti con illusione ottica.
- Episodio 5: Pubblicità in coppia per un profumo ispirato alla vedova nera.
- Episodio 6: Scatti in movimento con parrucche.
- Episodio 7: Principi e principesse dei ghiacci.
- Episodio 8: Il mondo dei robot con Cory Wade Hindorff (concorrente edizione 20).
- Episodio 9: in coppia per profumi Mitch Stone.
- Episodio 10: Doppio scatto per avvertenza contro l'AIDS.
- Episodio 12: Servizio fotografico con per MCM Bags al municipio di Seul.
- Episodio 13: Abbigliamento e calzature Jinny Kim al Gyeongbokgung di Seul.
- Episodio 14: Servizio fotografico ispirato a Elvis Presley e Marilyn Monroe.
- Episodio 15: Pubblicità per cosmetici TYRA e campagna promozionale per Guess.
- Episodio 16: Servizio fotografico per la rivista Nylon.